# Mills of the Gods
Mills of the Gods is een Amerikaanse dramafilm uit 1934 onder regie van Roy William Neill met in de hoofdrollen May Robson, Fay Wray en Victor Jory. Destijds werd de film in Nederland uitgebracht onder de titel De staalkoningin.

## Verhaal
Na de dood van haar man heeft Mary Hastings de voorbije vier decennia het familiebedrijf uitgebouwd van een kleine smederij tot een grote industriële fabriek, de Hastings Plow Works. Nu ze overweegt om met pensioen te gaan, draagt ze de leiding van het bedrijf over aan de raad van bestuur bestaande uit ervaren werknemers, omdat ze gelooft dat haar eigen familie niet competent is om het bedrijf te leiden.
Drie jaar na Mary's pensionering zorgt de Grote Depressie ervoor dat het bedrijf op de rand van de afgrond staat, wat desastreuze gevolgen zou hebben voor de stad. Daarom beveelt ze haar verkwistende zoon Willard en dochter Henrietta om terug te keren van hun lange Europese vakanties. Willard besluit de fabriek te sluiten en met de familie naar Parijs te verhuizen, maar de voorman van de fabriek, Jim Devlin, steekt daar een stokje voor. Terwijl Willard poogt om in het geheim het land te verlaten, ontmoet Jim Mary's kleindochter Jean en wordt verliefd op haar. Willard stemt ermee in om met de arbeider te praten, maar er breekt een rel waarbij zijn zoon Alex per ongeluk gedood wordt. De hoop keert weer voor de ontevreden fabrieksarbeiders wanneer Mary belooft om de fabriek te heropenen. Nu de rust is teruggekeerd in de stad krijgt de romance tussen Jim en Jean pas echt een kans.

## Rolverdeling
| Acteur             | Personage          |
| ------------------ | ------------------ |
| May Robson         | Mary Hasting       |
| Fay Wray           | Jean Hasting       |
| Victor Jory        | Jim Devlin         |
| Raymond Walburn    | Willard Hastings   |
| James Blakely      | Alex Hastings      |
| Josephine Whittell | Henrietta Hastings |